# Kubinka
Kubinka (rusky Ку́бинка) je město s přibližně s dvaceti tisíci obyvatel v Moskevské oblasti Ruské federace. Leží 63 kilometrů západně od centra Moskvy, zhruba na půl cesty do Možajsku.
Kubinka má významnou vojenskou historii, dnes je zde tankové muzeum Kubinka a letecká základna Kubinka. V tankovém muzeu se nachází více než 50 tanků a obrněných vozidel původem ze Sovětského svazu, Německa, Velké Británie, USA, Itálie, Japonska, Francie a Izraele včetně unikátů jako např. Panzerkampfwagen VIII Maus, Objekt 279 či Objekt 120.

## Dějiny
Vesnice Kubinka je doložena od 15. století. Jméno pochází od jména zdejšího pána Ivana Kubenského.
Rozvoj Kubinky začíná v polovině 19. století, kdy se Kubinka stává stanicí na železniční trati z Moskvy do Smolensku.
Městem je Kubinka od roku 2004.
V letech 2018–2020 byl v Kubince vystavěn a 14. června patriarchou Kirillem vysvěcen Chrám Kristova vzkříšení.